# Pyrrhula waterstradti
Pyrrhula waterstradti, "malajdomherre", är en fågelart i familjen finkar inom ordningen tättingar.

## Utbredning och systematik
Fågeln förekommer enbart i bergstrakter på Malackahalvön (Perak, Pahang och Selangor). Den betraktas oftast som underart till brun domherre (Pyrrhula nipalensis), men urskiljs sedan 2016 som egen art av Birdlife International och IUCN.

## Status
Den kategoriseras av IUCN som sårbar.

## Namn
Fågelns vetenskapliga artnamn hedrar Johannes Waterstradt (1869-?1944), en dansk entomolog, botaniker och samlare av specimen i Ceylon, Malaysia, Ostindien och Filippinerna.